# Östra Simskäla
Östra Simskäla med Timskär och Ytterstgrundet är en ö i Åland (Finland), i Vårdö kommun i den nordöstra delen av landskapet, 40 km nordost om huvudstaden Mariehamn. Öns area är 5,06 kvadratkilometer och dess största längd är 3,5 kilometer i nord-sydlig riktning.
Västra Simskäla och Östra Simskäla, sammanbundna av ett smalt näs, utgör tillsammans huvudön i Simskäla by. Östra Simskäla har färjeförbindelse till Vårdö huvudöar och därifrån vidare till åländska fastlandet.

## Delöar och uddar
- Östra Simskäla 60°20′59″N 20°20′45″Ö / 60.34969°N 20.34589°Ö
- Södernäs 60°20′15″N 20°21′57″Ö / 60.33741°N 20.36589°Ö (udde)
- Timskär 60°19′56″N 20°21′56″Ö / 60.33225°N 20.36564°Ö
- Mörsnäs 60°21′22″N 20°20′25″Ö / 60.35609°N 20.34032°Ö (udde)
- Furuholm 60°21′02″N 20°22′56″Ö / 60.35064°N 20.38228°Ö (udde)
- Ytterstgrundet 60°20′19″N 20°21′07″Ö / 60.33862°N 20.35189°Ö
- Malören 60°20′16″N 20°23′02″Ö / 60.33764°N 20.38377°Ö (udde)
- Langnäsudden 60°20′13″N 20°22′39″Ö / 60.33695°N 20.37745°Ö (udde)
- Getholm 60°21′07″N 20°20′23″Ö / 60.35181°N 20.33969°Ö (udde)
- Körargrundet 60°20′17″N 20°21′22″Ö / 60.33805°N 20.35622°Ö (udde)
- Djupskärs ören 60°21′33″N 20°20′24″Ö / 60.35909°N 20.34003°Ö (udde)
- Märrklobb 60°20′33″N 20°20′25″Ö / 60.34245°N 20.3404°Ö (udde)